# Neopithecops gaura
Neopithecops gaura är en fjärilsart som beskrevs av Moore 1884. Neopithecops gaura ingår i släktet Neopithecops och familjen juvelvingar. Inga underarter finns listade i Catalogue of Life.